# Thusy
Thusy é uma comuna francesa na região administrativa de Auvérnia-Ródano-Alpes, no departamento da Alta Saboia. Estende-se por uma área de 10.74 km². Em 2010 a comuna tinha 1 135 habitantes (densidade: 105,7 hab./km²).